# 무쓰아이촌 (가나가와현 아이코군)
무쓰아이촌(일본어: 睦合村)은 일본 가나가와현의 중앙부 아이코군에 속했던 촌이다. 현재의 아쓰기시에 해당한다.
1955년 2월 1일에 아쓰기정, 다마가와촌, 난모리촌, 고아유촌과 합병해 아쓰기시가 되었다.

## 역사
- 1889년 4월 1일 - 정촌제 시행에 의해 아쓰기촌 단독으로 정으로 승격해, 아이코군 무쓰아이촌이 성립하였다.
- 1955년 2월 1일 - 아쓰기정, 다마가와촌, 난모리촌, 고아유촌과 합병해 아쓰기시가 성립하여, 동일 무쓰아이촌은 폐지되었다.

## 참고 문헌
- 角川日本地名大辞典編纂委員会,『角川日本地名大辞典 神奈川県』1984, 角川書店